# Texto consolidado
Un texto consolidado en Derecho es un documento que integra en el texto original de una norma o disposición, las modificaciones y las correcciones que ha tenido desde su origen.
La principal ventaja de contar con un texto consolidado es que se puede consultar de forma más cómoda la modificación de un texto desde su primera publicación, aunque haya sufrido sucesivas modificaciones y tener disponible el texto actualizado de la norma.
Ha de tenerse en cuenta que las correcciones de errores y erratas se incorporan al texto original, no considerándose modificaciones; y que el texto consolidado por lo general no tiene valor jurídico sino solamente informativo, aunque posee una enorme transcendencia práctica.